# Sutherland (efternamn)
Sutherland är även ett efternamn, som härstammar från den skotska klanen med samma namn.
- Alyssa Sutherland (född 1982), australisk skådespelare och fotomodell
- Cromartie Sutherland-Leveson-Gower, 4:e hertig av Sutherland (1851–1913)
- Darren Sutherland (1982–2009), irländsk boxare
- Donald Sutherland (1935–2024),amerikkansk skådespelare
- Earl W. Sutherland Jr. (1915–1974), amerikansk farmakolog, nobelpristagare
- Edwin H. Sutherland (född 1883), amerikansk sociolog och kriminolog
- George Sutherland (1862–1942), amerikansk politiker och jurist, kongressrepresentant och senator för Utah, högstarättsdomare
- George Leveson-Gower, 1:e hertig av Sutherland (1758–1833)
- George Sutherland-Leveson-Gower, 2:e hertig av Sutherland (1786–1861)
- George Sutherland-Leveson-Gower, 3:e hertig av Sutherland (1828–1892)
- George Sutherland-Leveson-Gower, 5:e hertig av Sutherland (1888–1963)
- Graham Sutherland (1903–1980), brittisk målare och grafiker
- Harriet Sutherland-Leveson-Gower, hertiginna av Sutherland (1806–1868), brittisk hovfunktionär, filandtrop och politisk salongsvärdinna
- Howard Sutherland (1865–1950), amerikansk politiker, republikan, kongressrepresenant och senator för West Virginia
- Hugh Sutherland (1907–1990), kanadensisk ishockeyspelare
- Ivan Sutherland (född 1950), nyzeeländsk roddare
- Joan Sutherland (1926–2010), australisk operasongerska, koloratursopran
- John Egerton, 6:e hertig av Sutherland (1915–2000)
- Kiefer Sutherland (född 1966), amerikansk skådespelare
- Kristine Sutherland (född 1955), amerikansk skådespelare
- Leilah Sutherland (född 1985), brittisk skådespelare
- Lily Elfrida Sutherland (1888–?), svensk-brittisk målare
- Peter Sutherland (1946–2018), irländsk jurist, politiker och företagsledare